# Dámaso González
Dámaso González Carrasco (Albacete, 11 de septiembre de 1948-Madrid, 26 de agosto de 2017), conocido como Dámaso González en los carteles, fue un torero español.
Aunque al principio un número de aficionados y una amplia parte de la crítica criticaron su reducido control de la estética, más tarde demostró su personalidad y capacidad para hacer frente y dominar todas las suertes taurinas, incluso con las ganaderías más duras. Sus verónicas y desplantes tuvieron el máximo seguimiento y reconocimiento del público, mientras que su control de la muleta logró, al fin, convencer incluso a los aficionados más exigentes.

## Biografía

### Novillero
Procedente de una familia de ganaderos, comenzó a participar en diversas capeas por tierras manchegas hasta que en 1965 apareció en la parte seria de los espectáculo cómico-taurino-musicales Galas de Arte, El Bombero Torero y Toros y Claveles.
Se vistió de luces por primera vez el 27 de agosto de 1966 en un festejo menor de Albacete en el que actuó como sobresaliente de espad a.
El 10 de agosto de 1967 participa en una becerrada en Alcalá del Júcar (Albacete) saliendo a hombros de la plaza.
Comenzó su carrera como novillero en 1967 actuando en muchos de los pueblos de España bajo el apodo de Curro de Alba. 
En 1969 obtuvo importantes éxitos. El 19 de marzo de ese año se presentó en la Monumental de Barcelona cortando cuatro orejas y un rabo, lo que le sirvió para ser anunciado otras siete tardes más en la misma ciudad. El 1 de junio debutó en Las Ventas de Madrid dejando una grata impresión, pese a sus fallos a la hora de matar.
Su última novillada tuvo lugar en Valencia el 21 de junio, en un festejo en el que se anunció como único espada y cortó siete orejas y un rabo.

### Matador de toros

#### Alternativa
Recibió la alternativa en Alicante el 24 de junio de 1969 con Miguel Mateo Salcedo “Miguelín” de padrino y Paquirri de testigo con toros de la ganadería de Flores Cubero.
Tras participar en veinticuatro corridas por tierras españolas, marchó a América, donde obtuvo, entre otros trofeos, el San Sebastián de Oro otorgado al triunfador de la feria de San Cristóbal (Venezuela) en la plaza Monumental de Pueblo Nuevo.
Confirmó la alternativa en Madrid el 14 de mayo de 1970 con El Viti como padrino, Miguel Márquez de testigo y toros de la ganadería de Francisco Galache de Hernandinos. Aunque no cortó ningún apéndice a Barranquillo, el toro que le cedió El Viti, sí logró cortarle una oreja al que cerró la tarde.

#### Primeros años
En 1970 hizo un total de cuarenta y cinco paseíllos en España. Tras ello regresó a Hispanoamérica, recibiendo el Rosario de Oro como triunfador de la Feria de Maracaibo (Venezuela) en la plaza de toros Monumental de Maracaibo además de ser el triunfador de la feria de San Sebastián en San Cristóbal.  El 20 de diciembre confirmó la alternativa en la Plaza México con Manolo Martínez como padrino y Eloy Cavazos de testigo.
Durante 1971 recibió varias cornadas de gravedad, lo que le impidió cumplir muchos de los contratos que tenía. A pesar de ello sumó un total de cincuenta y siete corridas toreadas. 
El 7 de mayo de 1972 recibió en Almansa (Albacete) la cogida de mayor gravedad de su carrera al ser corneado en el triángulo de Scarpa izquierdo. Ese año toreó setenta y seis tardes en España.
En 1973 lidió sesenta y cinco festejos en España, cinco en Colombia y uno en Venezuela. En los años siguientes rondó la cincuentena de festejos toreados: en 1974, cuarenta y cuatro; en 1975, sesenta y cuatro; en 1976, cuarenta y seis; y en 1977, cincuenta y cuatro.
Durante estos primeros años como matador, Dámaso González era admirado por su valor, pero recibía críticas por su toreo monótono y retorcido, sus faenas de muleta prolongadas en demasía y su labor a la hora de ejecutar la muerte del toro.

#### Mejores años como matador
En 1978 pasó a torear sesenta y cinco festejos, logrando importantes éxitos en plazas de primera categoría. Ese invierno también hizo el paseíllo en diversas ocasiones en tierras mexicanas.
El 25 de mayo de 1979 logró en Las Ventas de Madrid uno de los éxitos más importantes de su carrera al cortarle las dos orejas a un toro de la ganadería de La Laguna, por lo que salió a hombros por la puerta grande. Otro triunfo importante lo obtuvo al cortar tres orejas el 30 de julio en Valencia, una de las plazas más importantes en la carrera del matador. Quedó segundo en el escalafón taurino con sesenta y nueve actuaciones en su haber.
Fue primero del escalafón en 1980, año en el que intervino en setenta corridas. Destacó especialmente la faena del 9 de agosto en Alicante, donde logró cuatro orejas.
El 21 de mayo de 1981 salió a hombros del coso de Las Ventas por segunda vez en su carrera, tras cortar una oreja a cada una de las reses de Torrestrella que toreó. Dos orejas cortó también en Valencia el 2 de agosto de ese mismo año en el que acabó con sesenta y dos festejos toreados en España. Tras ello, toreó asimismo en Perú, Colombia, Venezuela y Ecuador, destacando las cuatro orejas que cortó en Cali.

#### Temporadas 1982-1986
En 1982 toreó en cincuenta y cinco ocasiones. Algunos de sus mayores triunfos los obtuvo en Santander, donde cortó cuatro orejas y un rabo, y en Salamanca, donde cortó tres orejas.
Entre las cuarenta y una corridas que toreó en 1983 destacaron triunfos como los obtenidos en la corrida de Asprona en Albacete (tres orejas) y en Santander (tres orejas). Al igual que en temporadas anteriores, toreó también en Perú y Colombia.
En 1984 hizo sesenta paseíllos, obteniendo triunfos importantes en Lorca (Murcia), donde logró cortarle a un toro las dos orejas y el rabo; Alicante, donde hubo dos tardes en las que logró tres orejas; Albacete, donde cortó cuatro orejas en la corrida de Asprona; Alcalá de Henares, donde obtuvo tres orejas y un rabo, y Hellín, donde también cortó tres orejas y un rabo.
Al principio de la temporada de 1985 fue corneado de cierta gravedad en Castellón. Ya recuperado, obtuvo buenos resultados a lo largo del año en cosos como los de Benidorm, Béziers (Francia) y Murcia, cortando tres orejas en todos ellos. El balance fue de cuarenta y cinco corridas.
En 1986 ascendió a los cincuenta y seis festejos. Entre otras plazas españolas, triunfó en Figueras, Albacete y Murcia. En América toreó en Perú, Ecuador y Colombia, proclamándose triunfador en la plaza de toros Cañaveralejo en la Feria de Cali.

#### Primera retirada
Cuando Dámaso González estaba próximo a cumplir los cuarenta años de edad y se acercaba a los veinte como matador de toros, nadie dudaba de su temple, su pundonor y sus ganas de dar lo mejor de sí mismo ante el público. Torero veterano, había obtenido triunfos importantes tanto en su tierra natal como en otras plazas españolas y americanas, ganándose el respeto de todos los aficionados. 
No obstante, tras un mal inicio en la temporada de 1987 comenzaron a escucharse rumores sobre su retirada de los ruedos. Pese a una grave cogida que sufrió en Málaga, aún hizo cuarenta paseíllos ese año.
El año siguiente solo toreó veintiséis tardes, dando muestras de estar falto de ánimo en algunas de ellas. Cortó una oreja en Córdoba el 26 de mayo, pero no volvió a obtener trofeos hasta el 7 de agosto en Castro Urdiales. Tras torear tres tardes en su ciudad natal, saliendo a hombros en la primera de ellas, terminó la temporada en Valladolid el 20 de septiembre de 1988, en la que sería su última aparición en los ruedos durante tres años.

#### Reaparición a principios de los años 1990
El también diestro albaceteño Manuel Caballero convenció a Dámaso González para que éste le diera la alternativa el 20 de septiembre de 1991 en Nimes. En aquella tarde en la que volvió a vestirse de luces, Dámaso cortó tres orejas y salió a hombros. El triunfo en Nimes hizo que Dámaso se planteara volver a los ruedos de manera regular.
En 1992 reapareció el 22 de marzo en Castellón de la Plana, en la que fue la primera de las veintiséis tardes en las que toreó ese año, siete de ellas en Francia, y la mayoría en plazas importantes. Toreó dos tardes en la Feria de San Isidro de Madrid, con reses difíciles y sin triunfar en ninguna de ellas, por lo que no pudo entrar en los carteles de algunas de las ferias de mayor prestigio.
Obtuvo un gran triunfo el 21 de julio en Valencia al salir por la puerta grande tras cortarle una oreja con petición de la segunda a un toro bravo y noble de Victorino Martín, y otra a un toro complicado. Tras ello, tuvo otras apariciones destacadas en Santander, Saint Vincent de Tyrosse, Bayona (Francia), San Martín de Valdeiglesias y Lorca. Cortó la temporada el 3 de octubre en la Feria de Otoño de Madrid, siendo silenciada su labor.
En 1993 toreó treinta y cinco corridas. Su paso por la Feria de San Isidro fue mejor que el del año anterior. El titular de la crónica del Diario 16 sobre la corrida del 28 de mayo fue: «¡Qué grande es Dámaso, qué grande!». En su segunda aparición, el 2 de junio, cortó una oreja a un toro de Samuel Flores. Tras triunfar en Albacete y Saint Vincent de Tyrosse, tuvo una tarde memorable en Valencia el 28 de julio con toros de Torrestrella. Cortó una oreja al primero e indultó por petición unánime a Gitanito, el segundo de su lote. Indultó otro toro, Pestillito, de la ganadería de Samuel Flores, en Tarazona de la Mancha (Albacete), plaza en la que no se podían indultar toros según el reglamento, por lo que el presidente había dado la orden a Dámaso de matar al toro. El diestro se negó y esperó hasta que el público pidió el indulto. Para evitar una alteración del orden, según fuentes de la Comisaría de Albacete, el presidente finalmente concedió el indulto, pero Dámaso fue propuesto para recibir una sanción gubernativa. Tras otros tardes entre las que destacó la salida a hombros en Albacete el 10 de septiembre, terminó la temporada el 24 de octubre en Palma de Mallorca.
La temporada de 1994 fue anunciada como la de la despedida oficial de los ruedos de Dámaso González. En un principio estaba previsto que el diestro se hubiera retirado el año anterior pero, debido a los triunfos obtenidos y al calor del público, prolongó su carrera un año más pese a no estar en las mejores condiciones físicas. Participó en veinticuatro corridas, la primera de las cuales fue en Castellón el 6 de marzo. Toreó el 2 y el 6 de junio en la Feria de San Isidro sin triunfar. Sí consiguió salir a hombros en la corrida de Asprona de Albacete el 1 de julio y en Valencia el 27 de julio. Se anunció su presencia tres tardes durante la Feria de Albacete. Salió a hombros en la primera y cortó una oreja en la segunda. Su despedida tuvo lugar en la tercera de ellas, el 16 de septiembre, en la que compartió cartel con los veteranos diestros Espartaco y José Mari Manzanares. Consiguió salir a hombros tras cortarle las dos orejas a su último toro.

#### Reapariciones en los años 2000
En el año 2000, Dámaso González volvió a vestirse de luces durante la tradicional corrida de Asprona de Albacete. Fue una reaparición puntual, a diferencia de lo que sucedió tras el éxito que obtuvo el 1 de diciembre de 2002 en un festival de Quito. Se anunció su vuelta a los ruedos para la temporada de 2003, cuando el diestro contaba con cincuenta y cuatro años de edad. Logró cortar una oreja en Valencia durante las Fallas el 15 de marzo. Se despidió definitivamente de la plaza de Albacete el 16 de septiembre y un día después hizo su último paseíllo en la plaza de toros de Murcia.
Desde entonces, Dámaso González solo participó en algunos festivales.

### Fallecimiento
Falleció el 26 de agosto de 2017 debido a una rápida enfermedad.

## Distinciones
Dámaso Gónzalez recibió en 2017 la Medalla de Oro al Mérito de las Bellas Artes a título póstumo.